# Miguel Ángel Asturias
Miguel Ángel Asturias (Guatemalaváros, 1899. október 19. – Madrid, 1974. június 9.) guatemalai regényíró, költő, diplomata. 1967-ben irodalmi Nobel-díjat kapott.

## Életrajza
Édesapja bíró, édesanyja maja indián volt. 1904 és 1907 között a családot a fővárosból Baja Verapazba száműzték, mert Asturias apja nem volt hajlandó halálra ítélni lázadozó egyetemistákat.
Asturias 1918-tól orvosnak tanult, de még ugyanebben az évben átiratkozott a San Carlosi egyetemre, hogy ott jogot és publicisztikát tanuljon. Miután befejezte tanulmányait barátaival 1922-ben egy népiskolát alapított, ami lehetővé tette a szegényebb rétegek képzését.
1923-ban Európába utazott, azzal a céllal, hogy politikai közgazdaságtani tanulmányokat kezdjen Londonban, de néhány hónap múlva félbeszakította azt. Helyette 1926-ig Párizsban a Sorbonne Egyetemen tanult tovább vallástörténetet és néprajzi ismereteket, különösen Latin-Amerika prekolumbán civilizációi érdekelték; tanulmányait „Az amerikai őslakosok vallásai és mítoszai” című munkával fejezte be.
Az egyetemi évek után egy ideig Párizsban maradt és körutazásokat tett Európában, ellátogatott Palesztinába és az Amerikai Egyesült Államokba. Ebben az időben jelentek meg első irodalmi művei: 1930-ban tett szert nemzetközi hírnévre a „Guatemalai legendák” (Legenden aus Guatemala) című könyvével.
1933-ban visszatért Guatemalába. Jorge Ubico diktátor megdöntése után 1944-től diplomáciai szolgálatot teljesített: 1945-ben a mexikói guatemalai nagykövetség kultúrattaséja, 1947-ben Argentínában, majd El Salvadorban lett nagykövet. Ebben az időben sok műve került kiadásra, amik a diktatúra idején nem jelenhettek meg. 1954-ben Jacobo Arbenz Guzman demokratikus rendszerének bukása után lemondott tisztségeiről és 1962-ben önkéntes száműzetésbe ment, amit Argentínában, Genovában és Párizsban töltött.
1966-ban ismét szabad választásokra került sor Guatemalában, Asturias pedig újból felvette a diplomáciai szolgálatot: Julio Mendez Montenegro elnök párizsi nagykövetté nevezte ki.
Ugyanebben az évben Lenin-békedíjjal tüntették ki és a francia Pen-Club elnökévé választotta Asturiast. 1967-ben irodalmi Nobel-díjjal értékelték irodalmi tevékenységét, a Banán-trilógiának nevezett három regényből álló ciklust.

## Művei
Asturias a latin-amerikai irodalomban a mágikus realizmus képviselője; műveiben a hazájában élő indiók mítoszait és legendáit dolgozza fel. Témái között szerepel Latin-Amerika szociális, politikai és gazdasági viszonyai, a diktatórikus rendszer borzalmai és negatív hatásai, az indián múlt és hagyomány világa, az indiánok harca a banánköztársaságokkal, valamint az USA szerepe a régióban.
- 1930 – Leyendas de Guatemala
- 1943 – Anoche, 10 de marzo de 1543 (versek)
- 1943 – Tres de cuatro soles (regény)
- 1946 – El señor Presidente – Elnök úr
- 1948 – Cien de Alondra (versek)
- 1949 – Hombres de maíz
- 1950 – Viento fuerte – Banán-trilógia – Forgószél
- 1954 – El Papa verde – Banán-trilógia – A zöld pápa
- 1956 – Week-end en Guatemala – Víkend Guatemalában
- 1957 – La Audiencia de los Confines (színház)
- 1960 – Los ojos de los enterrados – Banán-trilógia (regény)
- 1961 – El alhajadito – A kincses úrfi (regény)
- 1962 – Torotumbo (regény)
- 1963 – Mulata de tal
- 1965 – Cuentos y leyendas
- 1965 – Clarivigilia primaveral (versek)
- 1967 – El espejo de Lida Sal (mese)
- 1969 – Maladrón (Epopeya de los Andes verdes)
- 1969 – Comiendo en Hungría – Megkóstoltuk Magyarországot; (társszerzőségben Pablo Nerudával)
- 1972 – Viernes de Dolores
- 1972 – América, fábula de fábulas – Elbeszélések
- 1981 – El hombre que lo tenía todo todo todo (regény)
- 1993 – El árbol bajo la cruz (regény)
- Emulo Lipolidón (libretto egy operához José Castañeda zenéjével)
- Imágenes de Nacimiento (libretto egy operához José Castañeda zenéjével)

## Magyarul
- Elnök úr. Regény; ford. Tavaszy Sándor, utószó Timár György; Európa, Bp., 1959
- Miguel Angel Asturias–Pablo Neruda: Megkóstoltuk Magyarországot; ford. Orbán Ottó, András László, Somlyó György, bev. Boldizsár Iván; Corvina, Bp., 1968
- A Zöld Pápa. Regény; ford., utószó Sándor András; Európa, Bp., 1968
- Az a félvér nőszemély. Regény; ford. Koryürek Péter, bev. Hargitai György; Magvető, Bp., 1968 (Világkönyvtár)
- A kincses úrfi. Regény; ford., utószó Sándor András; Európa, Bp., 1970
- Elbeszélések; ford. Csép Attila et al.; Európa, Bp., 1972
- Forgószél; ford. Tomcsányi Zsuzsanna, versford. Majtényi Zoltán; Európa, Bp., 1985

## Asturias hazája művészetéről
Közép-Amerika földjét tűzből, vízből és álomból gyúrt irodalom járja át. Egyfajta vulkáni láva, értékes ásvány, szent kőolaj. A Föld méhének visszhangja az emberi hangban. Az örök érzés, az örök dimenzió, az örök kapcsolat, az örök révület. Szó, mely a trillától eljut az ige fényességéig, a káosztól a tavaszok varázslatáig, a lerajzolt, lefestett, színes költeménytől az ábécéig, Európa nagy fegyverzetéig, melyet az új világ dalnokai nem összezúzni, hanem Amerika minden nedveivel meglágyítani törekszenek.